# Nieznana z imienia córka Konstantyna Akropolitesa
Nieznana z imienia córka Konstantyna Akropolitesa (XIV w.) – cesarzowa Trapezuntu, żona Michała Wielkiego Komnena (1341, 1344-1349).

## Życiorys
Była bizantyńską arystokratką. Jej ojcem był Konstantyn Akropolites. Przed 1341 rokiem poślubiła Michała Wielkiego Komnena, będącego dwukrotnie cesarzem Trapezuntu (1341, 1344-1349).